# 217 до н. е.

## Події
- Весна — битва при Ебро, перемога римлян.
- 21 червня — Армія карфагенян кількістю півтори тисячі чоловік від керівництвом Ганнібала у битві при Тразименському озері (центральна Італія) розбила 15-тисячну армію римського консула Гая Фламеніція
- Скінчилася Союзницька війна

## Померли
- Гай Фламіній, римський консул та політик